# جت ایژیا ایرویز
جت ایژیا ایرویز (به انگلیسی: Jet Asia Airways) یک شرکت هواپیمایی با کد یاتا JF است که در ۱ فوریه ۲۰۰۹ میلادی تأسیس شده‌است. قطب جت ایژیا ایرویز در فرودگاه بین‌المللی سووارنابومی قرار دارد.